# John Stuart Blackie

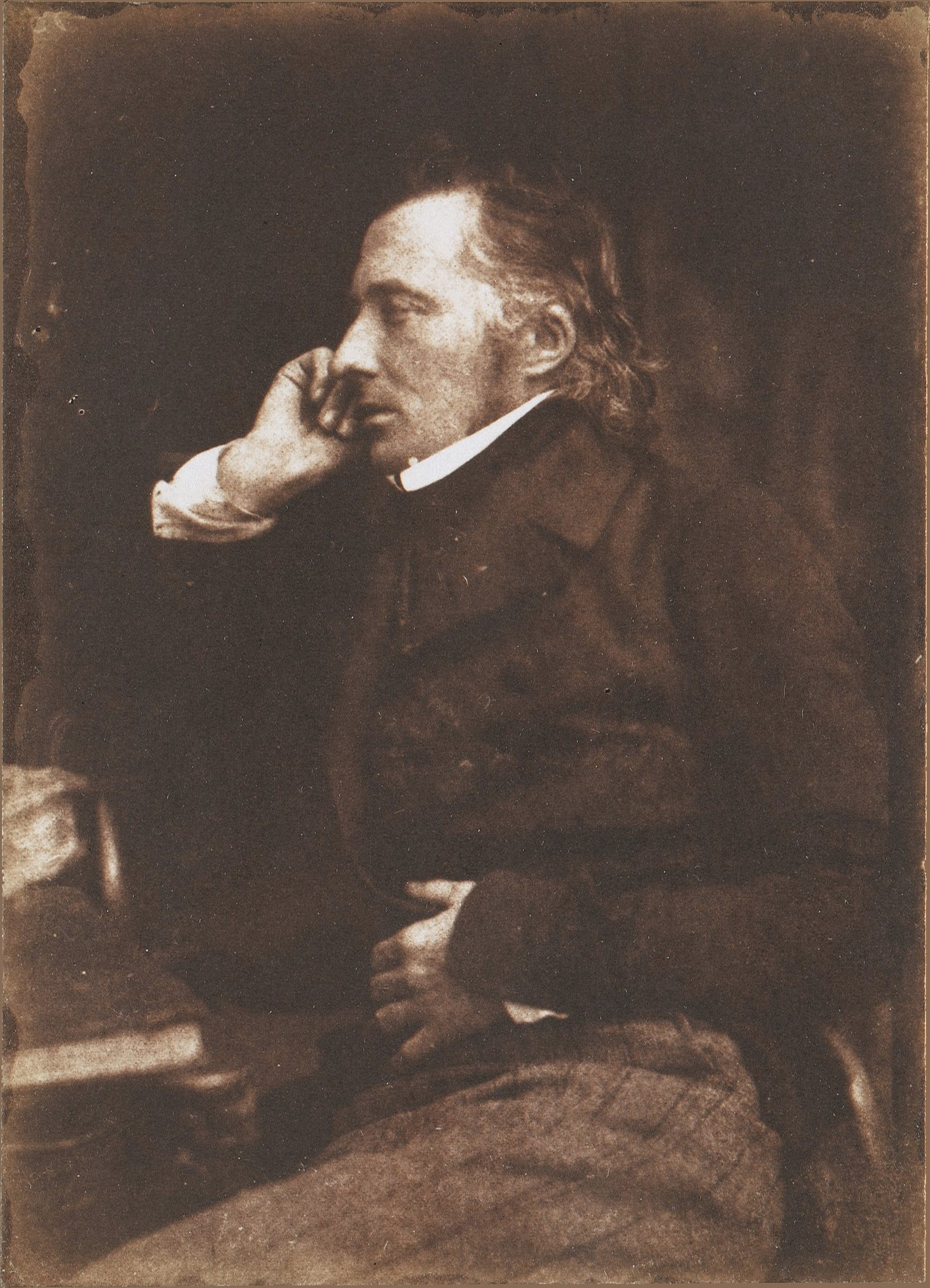
John Stuart Blackie (etwa 1845)

John Stuart Blackie (* 28. Juli 1809 in Glasgow; † 2. März 1895 in Edinburgh) war ein schottischer Philologe, Dichter, Schriftsteller und Hochschullehrer.

## Leben
Blackie besuchte die Universitäten Aberdeen und Edinburgh, studierte 1829–30 in Göttingen und Berlin deutsche Literatur und klassische Philologie. In dieser Zeit lernte er Heeren, Schleiermacher, Neander, Karl Otfried Müller und August Boeckh kennen.
Danach bereiste er gemeinsam mit Christian Karl Josias von Bunsen Italien. 1841 wurde er Professor des Lateinischen am Marishall College in Aberdeen, 1852 Professor des Griechischen an der University of Edinburgh. 1882 wurde er emeritiert. 1853 wurde er zum Fellow der Royal Society of Edinburgh gewählt.

## Werke
- Übersetzung von Goethes Faust (1834)
- Übersetzung des Äschylos (Edinb. 1852);
- Pronunciation of Greek, accent and quantity (1852);
- Discourse on beauty, with an exposition of the theory of beauty according to Plato (1858)
- Homer and the Iliad (1866, 4 Bde.)
- Horae hellenicae, essays and discussions on some important points of Greek philology and antiquity (1874)
- Lays and legends of ancient Greece with other poems (2. Aufl. 1880)
- Poems, chiefly on Greek mythology (1857)
- Lyrical poems, English and Latin (1860)
- Musa burschicosa (1869), eine Sammlung schottischer Studentenlieder
- War songs of the Germans (1870);
- Lays of the highlands and islands (1872);
- Songs of religion and life (1876)
- The wisdom of Goethe (1883).
- On democracy (1867) sowie im Anschluss daran:
- The constitutional association on forms of government (Manchester 1867)
- Political tracts (1868)
- Four phases of morals: Socrates, Aristotle, Christianity, Utilitarianism (1871, 2. Aufl. 1874)
- Essay on selfculture, intellectual, physical and moral (1873, 2. Aufl. 1880)
- Natural history of atheism (1877)
- The wisemen of Greece, a series of dramatic dialogues (1877)
- Lay sermons (1881) und zwei Bände
- Essays (1890, 2 Bände)
- Language and literature of the Scottish highlands (1876);
- Altavona. Fact and fiction from life in the highlands (3. Aufl. 1883)
- The Scottish highlanders and the landlaws (1884)
- Scottish song, its wealth, wisdom etc. (1889)

Aufsätze und Artikel
- Prussia in the Nineteenth Century, The Contemporary Review, Vol. XXIX, December 1876/May 1877.
- The Scot, The Contemporary Review, Vol. XXXIII, August 1878.
- Landlords and Land Laws, The Contemporary Review, Vol. XXXVII, January/June 1880.
- Problem of the Homeric Poems, The Contemporary Review, Vol. XXXVIII, July/December 1880.
- The Philosophy of the Beautiful, The Contemporary Review, Vol. XLIII, January/June, 1883.
- Shakespeare and Modern Greek, The Nineteenth Century, Vol. XXX, July/December, 1891.
- John Knox, The Contemporary Review, Vol. LXII, August 1892.
- The Method of Teaching Languages, The Contemporary Review, Vol. LXVII, January/June 1895.
- Modern Greece, The Forum, March 1897.